# Notitia Urbis Constantinopolitanae
Notitia Urbis Constantinopolitanae — анонимное латинское описание Константинополя, датируемое 425—430 годами. Текст включает предисловие, описание 14 районов Константинополя и статистического перечня, согласно которому столица Византийской империи насчитывала на момент составления документа 5 дворцов, 14 церквей, 8 общественных и 153 частных бань, 4 площади, 5 складов, 2 театра, 2 мимических театра, ипподром, 4 цистерны, 322 квартала (лат. vici), 4388 домовладения (лат. domus), 17 причалов и 5 скотобоен.
На «Notitia» в качестве источника опирался Пьер Жиль в своей «De topographia Constantinopoleos». Сохранившийся текст «Notitia» восходит к рукописи каролингской эпохи, хранившейся в библиотеке Шпайерского собора. Рукописный сборник, включающий также Notitia Dignitatum, был впервые издан Отто Зееком в 1876 году. Датировка «Notitia» осуществляется по упоминаемых в документе именам и названиям, относящихся к правлению императора Феодосия II (408—450).
В 2012 году появился английский перевод, подготовленный британским историком Джоном Мэтьюзом.